# پیتر کرچمر
پیتر کرچمر (انگلیسی: Peter Kretschmer؛ زادهٔ ۱۵ فوریهٔ ۱۹۹۲) قایقران کانو اهل آلمان است.
وی همچنین برندهٔ جوایزی همچون برگ بوی نقره‌ای شده‌است.
وی در مسابقات کشوری و بین‌المللی در مجموع برندهٔ ۴ مدال طلا، ۱ مدال برنز شده‌است.